# زمین‌لرزه ژوئیه ۲۰۰۴ ترکیه
زمین‌لرزه ترکیه  در تاریخ ۱ ژوئیه ۲۰۰۴ میلادی، برابر با ‎۱۱ تیر ۱۳۸۳، ساعت ۲۲:۳۰:۰۹ به زمان یوتی‌سی در ترکیه رخ داد. ژرفای این زلزله ۲۷٫۱ کیلومتر بود، و بزرگی آن ۵٫۱ در مقیاس Mw اعلام شده‌است. زمین‌لرزه به وقت محلی در روز جمعه، ساعت ۰ روی داده و منطقه زمانی آن یوتی‌سی +۲ بوده‌است (با لحاظ تغییر ساعت تابستانی).
سازمان زمین‌شناسی آمریکا نیز رومرکز این زمین‌لرزه را در مختصات ۳۹°۴۵′۵۸″شمالی ۴۳°۵۸′۴۴″شرقی / ۳۹٫۷۶۶°شمالی ۴۳٫۹۷۹°شرقی و ژرفای آنرا در ۵ کیلومتر گزارش کرده‌است. بزرگی برگزیدهٔ این سازمان از میان بزرگیهای محاسبه‌شدهٔ مختلف ۵٫۱ در مقیاس Mw بوده و از دید اثر، در میان چهار دسته‌بندی «نامحسوس»، «محسوس»، «زیان‌آور» یا «با تلفات»، زلزله را «با تلفات» اعلام کرده‌است.
پروژهٔ «تنسور گشتاور مرکزوار» زاویه‌های (راستا، شیب، ریک) گسل سازندهٔ زمین‌لرزه و صفحه عمود بر آنرا (°۳۰۰، °۵۰، °۱۵۲) یا (°۵۰، °۶۹، °۴۴) و نوع گسل را «معکوس» فرارسانده‌است.
شمار کشتگان زلزله حدود ۱۸ نفر بوده‌است.تعداد زخمیان ۲۱ نفر برآورده شده‌است.